# تارما
تارما (به اسپانیایی: Tarma) یک شهر در پرو است که در منطقه خونین واقع شده‌است.

## خصوصیات
تارما ۲۲۶٫۹ کیلومترمربع مساحت دارد  ۳٬۰۵۳ متر بالاتر از سطح دریا واقع شده‌است.